# John Madden (réalisateur)
Pour les articles homonymes, voir John Madden et Madden.
John Madden est un réalisateur pour le cinéma, la télévision et la radio anglais né le 8 avril 1949 à Portsmouth dans le Hampshire.

## Biographie
À ses débuts, il a travaillé dans plusieurs films britanniques indépendants, puis a réalisé pour la télévision la saison 4 de Suspect numéro 1 et des épisodes des séries Sherlock Holmes et Inspecteur Morse. Mais son œuvre la plus notable reste le film Shakespeare in Love pour lequel il a gagné un Oscar du meilleur film en 1998 et a été nommé pour l'Oscar du meilleur réalisateur. Il a finalement perdu contre Steven Spielberg pour Il faut sauver le soldat Ryan.
John Madden remporte l'ours d'argent lors du 49e Festival international du film de Berlin.

## Filmographie
Sauf indication contraire, les informations mentionnées dans cette section peuvent être confirmées par la base de données cinématographiques IMDb,  présente dans la section « Liens externes ».

### Réalisateur

#### Cinéma
- 1993 : Ethan Frome
- 1994 : Golden Gate
- 1997 : La Dame de Windsor (Mrs. Brown)
- 1998 : Shakespeare in Love
- 2001 : Capitaine Corelli (Captain Corelli's Mandolin)
- 2005 : Proof
- 2008 : Killshot
- 2010 : L'Affaire Rachel Singer (The Debt)
- 2011 : Indian Palace (The Best Exotic Marigold Hotel)
- 2014 : Indian Palace : Suite royale (The Second Best Exotic Marigold Hotel)
- 2016 : Miss Sloane
- 2022 : La Ruse (Operation Mincemeat)

#### Télévision
- 1982 : BBC2 Playhouse (série TV) - 1 épisode
- 1985 : Screen Two (série TV) - 1 épisode
- 1985 : Great Performances (série TV) - 1 épisode
- 1986 : Le Retour de Sherlock Holmes (The Return of Sherlock Holmes) (série TV) - 1 épisode
- 1987 : A Wreath of Roses (téléfilm)
- 1989 : After the War (série TV) - 5 épisodes
- 1990 : En plein cœur (The Widowmaker) (téléfilm)
- 1990-1995 : Inspecteur Morse (Inspector Morse) (série TV) - 5 épisodes
- 1991 : Les Archives de Sherlock Holmes (The Case-Book of Sherlock Holmes) (série TV) - 1 épisode
- 1991 : Les légendes grecques (The Storyteller: Greek Myths) (série TV) - 1 épisode
- 1994-1996 : Screen One (série TV) - 2 épisodes
- 1995 : Prime Suspect: The Lost Child (téléfilm)
- 1996 : Truth or Dare (téléfilm)
- 2013 : Masters of Sex (série TV) - pilote

### Producteur
- 2008 : Killshot de lui-même (producteur exécutif)
- 2016 : Le Bon Gros Géant (The BFG) de Steven Spielberg (producteur exécutif)

## Distinctions
Source : Allociné

### Oscars
- 1999 : Oscar du meilleur film pour Shakespeare in Love : Obtenue
- 1999 : meilleur réalisateur pour Shakespeare in Love : Nomination

### Golden Globes
- 1999 : meilleur réalisateur pour Shakespeare in Love : Nomination

### Fédération internationale de la presse cinématographique
- 2005 : Prix FIPRESCI pour Proof : Nomination

### Festival international du film policier de Beaune
- 2011 : Prix Spécial Police pour L'Affaire Rachel Singer : Obtenue
- 2011 : Grand Prix pour L'Affaire Rachel Singer : Nomination
- 2011 : Prix du Jury pour L'Affaire Rachel Singer : Nomination
- 2011 : Prix de la Critique Internationale pour L'Affaire Rachel Singer : Nomination